# サクラサク (ET-KINGの曲)
「サクラサク」は、日本のJ-POPユニット、ET-KINGの13枚目（メジャー11枚目）のシングルである。発売元はユニバーサルミュージック。

## 収録曲

### 初回限定盤
CD
1. サクラサク [4:53]
作詞：ET-KING、作曲:イトキン& DJ ARTS a.k.a ALL BACK、編曲:河野伸
  - 大阪朝日放送他5局ネット「爆笑!ふれあいコメディ “こちらかきくけ公園前”」 1月～3月エンディング曲
  - H.I.S. 初夢フェア第2弾 CMソング
2. 日本全国酒飲み音頭 [4:30]
作詞:岡本圭司、作曲:ベートーベン鈴木、編曲:DJ ARTS a.k.a ALL BACK
3. サクラサク (Instrumental)
4. 日本全国酒飲み音頭 (Instrumental)

DVD
1. サクラサク (PV)

### 通常盤
1. サクラサク
2. 日本全国酒飲み音頭
3. サクラサク (Instrumental)
4. 日本全国酒飲み音頭 (Instrumental)

## タイアップ
- 大阪朝日放送他5局ネット「爆笑!ふれあいコメディ “こちらかきくけ公園前”」 1月～3月エンディング曲
- H.I.S. 初夢フェア第2弾 CMソング[1]

## 収録アルバム
- シングルコレクション!
- ET-KING BEST